# Halictus gobiensis
Halictus gobiensis är en biart som beskrevs av Ebmer 1982. Halictus gobiensis ingår i släktet bandbin, och familjen vägbin. Inga underarter finns listade i Catalogue of Life.